# Schiller-Gymnasium Berlin
Das Schiller-Gymnasium (auch: Schiller-Oberschule) befindet sich in der Schillerstraße 125–127 im Berliner Ortsteil Charlottenburg des Bezirks Charlottenburg-Wilmersdorf.

## Geschichte
Das ursprüngliche Schiller-Gymnasium hatte seinen Sitz in der Schillerstraße 27–31. Der nach einem Entwurf von Paul Bratring errichtete Bau wurde im Zweiten Weltkrieg zerstört und die Ruine später abgetragen. Das Gebäude des heutigen Schiller-Gymnasiums wurde von 1911 bis 1913 von Heinrich Seeling für die Leibniz-Oberrealschule in der Schillerstraße 125–127 erbaut. Während des Zweiten Weltkriegs wurde auch diese Anlage teilweise beschädigt und nie vollständig wiederhergestellt. Nach 1945 wurde der Komplex zunächst unter der Bezeichnung „Vereinigte Oberschulen“ weitergeführt und umfasste neben der Schiller- auch die Moltke-, Siemens- und Kaiser-Friedrich-Schule. In den Jahren 1954–1957 wurde ein an das Hauptgebäude angeschlossener Trakt (Hs.-Nr. 124) für die Max-Liebermann-Oberschule angebaut. Die Sporthalle wurde 1959 durch einen Neubau ersetzt.

## Allgemeines
Die Schule ist ein Gymnasium mit rund 900 Schülern. Seit 1999 beherbergt das Schiller-Gymnasium auch zwei bilinguale deutsch-englische Züge der  Staatlichen Europa-Schule Berlin. Es werden zwei Fremdsprachenfolgen angeboten: Englisch-Französisch oder Französisch-Englisch mit jeweils einer der beiden als erster Fremdsprache. Ab der 8. Klasse kann als dritte Fremdsprache zwischen Latein und Italienisch gewählt werden. Alle Sprachen können bis zum Abitur geführt werden.

## Gelände und Gebäude
Das Schiller-Gymnasium verfügt über einen historischen Gebäudekomplex, der in A-Trakt und B-Trakt unterteilt ist und einen Lichthof hat. Außerdem sind drei Neubaukomplexe vorhanden. Diese sind der C-Trakt, der D-Trakt und die zwei zusammenhängenden Sporthallen. Die vier Trakte sind zusammenhängend und von den Sporthallen separiert. Der historische Gebäudekomplex entstand von 1911 bis 1912 und ist ein gelistetes Baudenkmal. Architekt war Heinrich Seeling.
Der B-Trakt liegt direkt an der Schillerstraße und hat ein Untergeschoss, ein Erdgeschoss, vier Obergeschosse sowie ein Dachgeschoss. Im Erdgeschoss sind ein Werkraum mit Vorbereitungsräumen, ein Hausmeisterbüro, eine Hausmeisterwohnung und diverse Lagerräume sowie eine Doppeltür zur Schillerstraße, eine Doppeltür zum Schulhof, eine Einfahrt mit Tor und zwei Zugänge zum gemeinsamen Lichthof des A- und B-Traktes. Im ersten Obergeschoss sind das Sekretariat, die Büros der Schulleitung, mehrere Lehrerzimmer und ein Fachraum für Politikwissenschaft. Im zweiten Obergeschoss sind ein Klassenraum, zwei Lagerräume und die Aula mit Bühne. Im dritten Obergeschoss sind ein Fachraum für Geographie, ein Vorbereitungsraum für Geographie, ein Kartenraum, eine Galerie und der Luftraum der Aula. Im vierten Obergeschoss sind ein Informatikfachraum, ein Informatikvorbereitungsraum, drei Kunstfachräume, ein Kunstvorbereitungsraum, zwei Physikräume und vier Physikvorbereitungs- und -sammlungsräume sowie eine zusätzliche Treppe zum Dachgeschoss. Das Dachgeschoss besteht hauptsächlich aus einem großen ungenutzten Raum.

## Kurse in der gymnasialen Oberstufe

### Leistungskurse
- Deutsch
- Englisch
- Französisch
- Mathematik
- Chemie
- Physik
- Biologie
- Geschichte (nicht für SESB)
- Geographie (nicht für SESB)
- Politikwissenschaft (nicht für SESB)
- Musik
- Bildende Kunst

### Grundkurse

#### Reguläre Grundkurse
- Deutsch
- Englisch
- Französisch
- Mathematik
- Chemie
- Physik
- Biologie
- Informatik
- Geschichte
- Geographie
- Politikwissenschaft
- Philosophie
- Musik
- Bildende Kunst
- Sportpraxis (Fußball, Basketball, Handball, Volleyball, Tennis, Badminton, Fitness, Schwimmen, Rudern, Leichtathletik, Segeln, Ski)
- Sporttheorie

#### Zusatzkurse
- Geographie
- Geschichte/Religion
- Studium und Beruf
- Physik
- Musik
- Kunst
- Model United Nations (MUN)

## Prominente Lehrer
- Hans Koch (1861–1945), Altphilologe, Direktor 1918–1926

## Prominente Schüler
- Boris Aljinovic, Theater- und Filmschauspieler
- Michael Bienert, Publizist und Literaturwissenschaftler
- Wilhelm Föllmer, Gynäkologe und Leibarzt der Königin von Libyen
- Gerd Gnewuch, Posthistoriker
- Klaus-Dieter Gröhler, Politiker, MdB (CDU)
- Ottokar Hahn, Politiker (SPD)
- Jochen Hellbeck, Osteuropahistoriker
- Friedrich Kaufhold, Leiter der Berliner Feuerwehr
- Sandra Leupold, Opernregisseurin
- Eckard Lindemann, Bezirksbürgermeister von Charlottenburg (CDU)
- Reinhard Naumann, Bezirksbürgermeister von Charlottenburg-Wilmersdorf (SPD)
- Ivy Quainoo, Sängerin
- Henry Ries, Fotograf
- Walter-Herwig Schuchhardt, Klassischer Archäologe
- Hans Simons, Politikwissenschaftler
- Henning Sieverts, Jazzmusiker
- Kurt Samson, Politiker (NSDAP) und Bezirksbürgermeister von Neukölln
- Lion Wasczyk, Schauspieler
- Kurt von Wistinghausen, Theologe und Autor
- Jürgen Wohlrabe, Politiker (CDU) und Filmproduzent